# Janina Hosiasson-Lindenbaum
Janina Hosiasson-Lindenbaum (ur. 6 grudnia 1899 w Warszawie, zm. w kwietniu 1942 w Ponarach) – polska filozof i logik. Należała do jednych z najwybitniejszych przedstawicieli warszawskiej szkoły filozoficzno-logicznej. Zajmowała się teorią indukcji i związanymi zagadnieniami z zakresu teorii prawdopodobieństwa.

## Życiorys
Była córką Józefa Hosiassona (ur. ok. 1861, zm. wrzesień 1931, syn Samuela) i Zofii Hosiasson (ur. 1876) z domu Feigenblatt. Rodzice rozwiedli się około 1900 roku. Drugą żoną Józefa była Henrietta Hosiasson. Ojciec prowadził dom agenturowo-towarowy na Trębackiej 4 i był przedstawicielem firmy Bourjois, matka Zofia była muzykiem. Ze wspomnień Antoniego Marianowicza (1924–2003)
wiemy, że Janina utrzymywała z matką chłodne, formalne stosunki.
Janina początkowo uczyła się na pensji p. Tymińskiej, a później uczęszczała przez dwa lata do 8-klasowej wyższej szkoły realnej A. Wareckiej i w czerwcu 1919 roku złożyła egzamin dojrzałości.
W 1919 roku została przyjęta na Wydział Filozofii Uniwersytetu Warszawskiego, gdzie studiowała przez 6 lat.
W podaniu o przyjęcie do Uniwersytetu Warszawskiego napisała, że urodziłam się w Warszawie dnia 6tego grudnia 1899ego roku, zaliczono mnie do ludzi wyznania mojżeszowego[..].
Początkowo brała wykłady z matematyki i filozofii, jej wykładowcami byli m.in. Leon Petrażycki, Wacław Sierpiński, Władysław Witwicki, Stefan Pieńkowski, Kazimierz Ajdukiewicz, Tadeusz Kotarbiński i Jan Łukasiewicz. W roku akademickim 1924/1925 wystąpiła o urlop rektorski po zaliczeniu 10 semestrów, żeby oddać się całkowicie pisaniu pracy na stopień doktora. Doktorat obroniła w 1926 roku na podstawie pracy Uprawnienie rozumowania indukcyjnego.
W 1927 roku została przyjęta do Wydziału Humanistycznego Uniwersytetu Warszawskiego w celu skończenia Studium Pedagogicznego i uzyskania dyplomu nauczycielskiego.
Równolegle z prowadzeniem pracy naukowej nauczała propedeutyki filozofii w szkołach średnich ogólnokształcących i publikowała materiały popularnonaukowe dotyczące nauczania logiki. Tłumaczyła też materiały dotyczące pedagogiki i filozofii, m.in. prace Bertranda Russella o wychowaniu, wychowaniu i ustroju społecznym i historii filozofii
Rok akademicki 1929/1930, lub jego część, spędziła w University of Cambridge korzystając ze stypendium Ministerstwa Wyznań Religijnych i Oświecenia Publicznego, gdzie pracowała przypuszczalnie pod kierunkiem G. E. Moore’a. Z tego pobytu opublikowała artykuły na temat życia akademickiego w Cambridge.
Aktywnie uczestniczyła w badaniach i kongresach naukowych, m.in. w „Pierwszym Kongressie Matematyków Krajów Słowiańskich” (1929 w Warszawie) oraz w „I Międzynarodowym Kongresie Filozofii Naukowej” (15–23 września 1935 w Paryżu).

Na ogół musimy przyznać, iż panna Hosiassonówna jest przeciwniczką bardzo poważną, która zagadnieniami z pogranicza logiki i rachunku prawdopodobieństwa zajmuje się od dawna, na której widoczny jest wpływ wysokiej kultury logicznej środowiska warszawskiego, a nadto należy mieć na względzie i tę okoliczność, iż jest ona wyrazicielką poglądów nie tylko swoich własnych.

Około 1935 roku wyszła za mąż za Adolfa Lindenbauma (w sprawozdaniu z I Międzynarodowego Kongresu Filozofii Naukowej pisano o niej nadal „Hosiassonówna”).
O jej latach z początku wojny wiemy z listu do Georga Edwarda Moora napisanego 4 stycznia 1940 roku, w którym starała się uzyskać pomoc od Council for Assisting Refugee Philosophers. Z Warszawy wyjechała 6 września 1939 roku z grupą przyjaciół, w której był jej mąż. Odłączyła od tej grupy i na motocyklu, z przypadkowo spotkanym znajomym, pojechała 500 km na wschód Polski, gdzie spędziła miesiąc wśród ubogich chłopów ukraińskich, a następnie przedostała się do miasta Równe, a po kilkunastu dniach do Wilna. Jej mąż znalazł się w tym czasie w Białymstoku. Do 15 grudnia 1939, do momentu zamknięcia Uniwersytetu i Biblioteki Uniwersyteckiej w Wilnie, pracowała w uniwersytecie i wygłosiła wykład w Towarzystwie Filozoficznym o postępie wiedzy z punktu widzenia epistemologicznego.
Angażowała się wtedy w działalność Wileńskiego Towarzystwa Filozoficznego.
Przypuszczalnie w drugiej połowie 1941 roku została aresztowana i po kilku miesiącach więzienia została rozstrzelana w Ponarach około kwietnia 1942 przez Niemców lub kolaborujących z nimi Litwinów.
Miała dwóch braci, kompozytora i adwokata Henryka Hosiassona (1896 w Warszawie –1948 w Bolonii) i lekarza i muzyka Stefana Hosiassona. Stefan mieszkał w Paryżu, interesował się także hipnozą. Miała też brata przyrodniego Ludwika (Lutka) Hosiassona z drugiego małżeństwa Józefa Hosiassona z Henriettą. Henryk miał jednego syna – Józefa Hosiassona (1931–2018). Była związana z Antonim Pańskim.
Była członkiem m.in. Polskiego Towarzystwa Psychologicznego.

## Zainteresowania badawcze
W centrum jej działalności naukowej była rozumowanie indukcyjne. W swoich pracach koncentrowała się na typach indukcji, zastosowaniach teorii prawdopodobieństwa do logiki, uzasadnieniach wnioskowania indukcyjnego, czy analizie psychologicznej rozumowania indukcyjnego.